# Joe Hitchcock (darter)
Joe Hitchcock (North London, 1915 – 1982) was een Engelse darter en de eerste professionele darter ter wereld. Hitchcock werd mede bekend doordat hij onder andere dartdemonstraties gaf met spijkers.

## Biografie
Hitchcock werd geboren in 1915 in North London tijdens de Eerste Wereldoorlog. Hij werd gereedschapmaker van beroep. Na de Tweede Wereldoorlog speelde Hitchcock als aanvoerder bij dartclub The St. Dunstan Four die het verdiende geld inzamelde voor oorlogsslachtoffers. Hij gold tot de beste darter ter wereld van dat moment en later samen met Jim Pike. Op 2 september 1946 werd de “Match of the Year” (nu ook wel de eerste “The Match of the Century” genoemd) gespeeld tussen Pike en Hitchcock, deze werd gewonnen door Joe. Een jaar later op 20 september 1947 stonden beiden weer tegenover elkaar in de ‘Grand Darts Championship Match’, Hitchcock won opnieuw de wedstrijd.
Hitchcock kreeg als eerste speler ter wereld een sponsorcontract bij de Watneys Brewery. Hij begon demonstraties te geven in het darten met zijn pijlen, maar ook met spijkers die hij gebruikte om onder andere dopjes, sigaretten en lucifers bij vrijwilligers uit onder meer de mond of van de neus te gooien. In 34 jaar verloor hij maar 6 wedstrijden en won hij nooit een televisietoernooi omdat die er toen niet waren, wel luisterden miljoenen mensen naar wedstrijden die op de radio te horen waren.
Hij overleed in 1982 op 67-jarige leeftijd.

## Filmografie
Naast archiefbeelden die in bezit zijn van de British Pathé werd in 2014 de documentaire Bullseyes and Beer: When Darts Hit Britain uitgebracht, waarin Hitchcock in archiefbeelden getoond wordt.